# Komako
Komako (Anthornis melanocephala) är en utdöd fågel i familjen honungsfåglar inom ordningen tättingar. Tidigare förekom den på Chathamöarna och sågs senast 1906. IUCN kategoriserar arten som utdöd.